# Облога Бару (1674)
Облога Бара — облога замку в місті Бар військами Яна III Собеського в листопаді 1674 р., під час польсько-турецької війни (1672—1676 років).
Гарнізон замку оборонявся 4 дні (з 9 по 12 листопада), допоки бей Хусейн Муравський не вирішив здатись. Увесь татарський гарнізон Бару, включно з Хусейном Муравським, потрапив на службу до Речі Посполитої .